# Hrvatska državotvorna stranka
Hrvatska državotvorna stranka bila je hrvatska emigrantska politička stranka.
Osnovao ju je Ante Pavelić kad je bio u Argentini u emigraciji, vrlo brzo po svom dolasku u tu zemlju.
Stranka je djelovala neko vrijeme, a onda je prestala s radom. Formalno nikad nije bila raspuštena odnosno ukinuta.